# Zamach na iracki parlament (2007)
Zamach na iracki parlament – samobójczy atak na iracką Radę Reprezentantów (znajdującą się w zielonej strefie), dokonany 12 kwietnia 2007 roku przez ochroniarza jednego z sunnickich deputowanych. W wyniku eksplozji zginęło 8 osób (w tym dwóch – według innych źródeł zaś trzech – deputowanych: Mohammed Awad z partii Sunnicki Dialog Narodowy, Taha al-Liheibi – członek Zjednoczonego Sojuszu Irackiego oraz jeden niezidentyfikowany członek parlamentu). 23 osoby zostały ranne. O dokonanie zamachu podejrzewany był ochroniarz jednego z sunnickich deputowanych.